# Николаевский, Борис Иванович
Бори́с Ива́нович Никола́евский (8 (20) октября 1887, Белебей, Уфимская губерния, Российская империя — 22 февраля 1966, Менло-Парк, Калифорния) — российский историк и политический деятель, социал-демократ.

## Биография
Родился в 1887 году в семье священника. С 1898 года учился в Самарской, с 1899 года — в Уфимской гимназии. С 1901 года в социал-демократическом движении. В 1903—1906 годах — большевик. С 1906 года — меньшевик. Несколько раз арестовывался, высылался. В 1907 году — делегат V съезда РСДРП от Батумской организации. Печатался в меньшевистских изданиях «Наше слово» (1912), «Новая рабочая газета» (1913—1914), «Наша заря» (1913). Писал под псевдонимами Б. Андреев, Н. Борисов, Г. Голосов, Б. Николаев и др.
В годы первой мировой войны входил в группу т. н. «сибирских циммервальдистов», группировавшихся вокруг Ираклия Церетели. В 1917 году левый меньшевик, сотрудничал в «Рабочей газете» и «Искре». На I Всероссийском съезде Советов был избран членом ВЦИК.
В 1918 году после образования в Самаре Комуча был представителем меньшевистского ЦК в Поволжье и на Урале, а в 1919 году — в Сибири. После возвращения в июле 1919 года из колчаковской Сибири в Москву призывал к совместной с большевиками борьбе против Колчака.
С 1920 года член ЦК РСДРП (меньшевиков). Работал в историко-революционном архиве в Москве. Сотрудничал в журнале «Былое». В феврале 1921 года был арестован и после одиннадцатимесячного заключения, вместо предложенной ему ссылки в Вятку, принял предложение ГПУ о высылке, наряду с другими членами ЦК, за границу.
С 1922 года в эмиграции. Жил в Берлине. Работал секретарём редакции и редактором серийного издания «Летопись Революции» (Изд. Гржебина, Изд. закрылось осенью 1923 г.), Печатался в 1922—1923 годах в «Новой русской книге», в 1924—1925 годах — «На чужой стороне», в 1926 годах — в «Голосе минувшего на чужой стороне». Сотрудничал также в советских изданиях («Каторга и ссылка», «Летописи марксизма», «Летопись Маркса и Энгельса»). Представитель Русского заграничного исторического архива (Прага) в Берлине. С декабря 1924 по 1931 год — заграничный представитель московского института Маркса и Энгельса, собирал для него материалы по истории Интернационала, Маркса, Энгельса, Парижской коммуны и др.
С конца 1910-х — начала 1920-х гг. начал организованный сбор материалов по политической истории России.
В феврале 1932 года за критику коллективизации и политики репрессий в СССР был лишён советского гражданства. После прихода в Германии к власти нацистов в 1933 году перебрался в Париж. Заведовал парижским отделением амстердамского Института социальной истории. В феврале-апреле 1936 года вёл переговоры с Н. И. Бухариным и другими представителями ВКП(б) (К. Радек, В. Ломинадзе, Ал. Аросьев) о продаже СССР архива Карла Маркса.
В конце 1936 года в эмигрантском меньшевистском издании «Социалистический вестник» анонимно опубликовал статью «Как подготовлялся московский процесс (из письма старого большевика)», затрагивающую тему Большого террора в СССР 1937—38 годов. Описанные в нём события (борьба фракций в сталинском Политбюро 1930-х годов) не подтверждаются архивными источниками.
В 1940 году перебрался в США. Сотрудничал в «Новом журнале», «Народной правде», «Новом русском слове» и других изданиях.
В 1948 году в Нью-Йорке основал и возглавил антибольшевистскую Лигу борьбы за свободу народа для «координации левых сил на демократической основе».
Собрал значительный архив по истории революционного движения, в 1963 году продал его Гуверовскому институту войны, революции и мира при Стэнфордском университете; до своей кончины был директором этого архива.
Умер от сердечного приступа, похоронен в городке Менло-Парк, Калифорния (США).

## Сочинения
- Николаевский Б. И. Конец Азефа. — Берлин: Петрополис, 1931. — 78 с.
- Николаевский Б. И. История одного предателя. — Берлин, 1932.
- Николаевский Б. И. Русские масоны и революция / Ред.-сост. Ю. Г. Фельштинский. — М.: Терра, 1990. — 208 с.
- Николаевский Б. И. Тайные страницы истории. — М.: Изд-во гуманит. лит-ры, 1995. — 507 с.
- «Из архива Б. И. Николаевского: переписка с И. Г. Церетели: 1923—1958 гг», Т.Т. 1 и 2. Серия «Русский революционный архив». Ред. Альберт Павлович Ненароков. Памятники исторической мысли, М. 2010 г.